# Lake Lorelei (Ohio)
Lake Lorelei é um lugar designado pelo censo localizado no condado de Brown no estado estadounidense de Ohio. No Censo de 2010 tinha uma população de 1.170 habitantes e uma densidade populacional de 184,38 pessoas por km².

## Geografia
Lake Lorelei encontra-se localizado nas coordenadas 39° 11′ 26″ N, 83° 58′ 16″ O. Segundo o Departamento do Censo dos Estados Unidos, Lake Lorelei tem uma superfície total de 6.35 km², da qual 5.7 km² correspondem a terra firme e (10.16%) 0.64 km² é água.

## Demografia
Segundo o censo de 2010, tinha 1.170 habitantes residindo em Lake Lorelei. A densidade populacional era de 184,38 hab./km². Dos 1.170 habitantes, Lake Lorelei estava composto pelo 96.24% brancos, o 0.34% eram afroamericanos, o 0.09% eram amerindios, o 0.77% eram asiáticos, o 0.09% eram insulares do Pacífico, o 0.43% eram de outras raças e o 2.05% pertenciam a duas ou mais raças. Do total da população o 1.03% eram hispanos ou latinos de qualquer raça.